# Birgit Roth
Birgit Sabine Roth (* 15. Juli 1968 in Speyer) ist Medienwissenschaftlerin und ehemalige Abgeordnete des Deutschen Bundestages für die SPD.

## Ausbildung
Von 1974 bis 1978 besuchte Roth in Speyer die Grundschule, von 1978 bis 1988 das Gymnasium. Von 1988 bis 1994 studierte sie Medienwissenschaft und Politische Wissenschaft an der Universität Mannheim, 1992/93 an der Universität Kingston upon Hull (Großbritannien), und erreichte den Abschluss Magister artium. 1994/95 machte sie eine Weiterbildung zur Public Relations-Referentin.

## Beruf
Von 1995 bis 1996 war Roth fest angestellte Dozentin für den Bereich Werbung, Public Relations und Veranstaltungsmarketing am Institut für Betriebliche Schulung in Mannheim. Ab Dezember 1996 war sie als freiberufliche Dozentin für Werbung, Public Relations und Marketing bei verschiedenen Bildungsinstituten und Unternehmen im Rhein-Neckar-Raum tätig. Im September 1998 wurde sie in den Deutschen Bundestag gewählt und war ordentliches Mitglied im Wirtschafts- und Tourismusausschuss. 2003 wechselte sie dann ins Management von T-Online. Im April 2008 ging es dann ins europäische Ausland. Bis April 2009 war Roth Generalsekretärin der International Association of Internet Hotline (Inhope), eines von der Europäischen Union und großen Kommunikationsunternehmen getragenen Verbandes mit Sitz in Dublin, der Kinder und Jugendliche vor illegalen Inhalten im Internet schützen will.
Von 2010 bis Februar 2011 war sie als Director Public Affairs für die Bigpoint GmbH in Hamburg tätig.
Seit Februar 2011 ist sie Geschäftsführerin des Bundesverbandes der Entwickler von Computerspielen G.A.M.E. Im Januar 2013 eröffnete sie einen Onlinevertrieb für Bio-Lebensmittel.

## Politik
1990 wurde Roth Mitglied der SPD. Dort nahm sie verschiedene Funktionen wahr:
- 1990 Mitglied im Landesvorstand der Jungsozialisten Rheinland-Pfalz
- 1991 Mitglied im Bezirksvorstand Pfalz der Jungsozialisten, verantwortlich für Presse und Öffentlichkeitsarbeit, maßgeblich beteiligt an der Herausgabe des Juso-Organs INFO
- 1996–1998 Mitglied im Vorstand des SPD-Unterbezirks Speyer, 1998–2004 stellvertretende Vorsitzende dieses Gremiums
- 2004–2007 Vorsitzende des SPD-Unterbezirks Neustadt an der Weinstraße

Von 1998 bis 2002 war Roth Mitglied des Bundestages. Bei den Bundestagswahlen von 2002 und 2005 kandidierte sie erfolglos.

## Mitgliedschaft
Roth ist Mitglied der Arbeiterwohlfahrt Speyer und des Vereins zur Förderung der beruflichen Bildung (VFBB).